# Episodi di Gotham (quinta stagione)
La quinta e ultima stagione della serie televisiva Gotham, composta da 12 episodi, è stata trasmessa negli Stati Uniti sul canale Fox dal 3 gennaio al 25 aprile 2019.
Negli Stati Uniti, gli episodi della stagione vengono trasmessi con il sottotitolo Legend of the Dark Knight ("La leggenda del cavaliere oscuro").
Gli antagonisti principali della stagione sono Jeremiah Valeska, Ecco, Ivy Pepper, Theresa Walker/Nyssa Al'Ghul e Eduardo Dorrance/Bane.
In Italia, la stagione è andata in onda sul canale Premium Action della piattaforma a pagamento Mediaset Premium, dal 5 maggio al 21 luglio 2019. In chiaro è stata trasmessa dal 10 al 19 febbraio 2020 dalle 17:20 sul 20.
| n° | Titolo originale                                     | Titolo italiano           | Prima TV USA     | Prima TV Italia |
| -- | ---------------------------------------------------- | ------------------------- | ---------------- | --------------- |
| 1  | Legend of the Dark Knight: Year Zero                 | Anno zero                 | 3 gennaio 2019   | 5 maggio 2019   |
| 2  | Legend of the Dark Knight: Trespassers               | Trasgressori              | 10 gennaio 2019  | 12 maggio 2019  |
| 3  | Legend of the Dark Knight: Penguin, Our Hero         | Pinguino, il nostro eroe! | 17 gennaio 2019  | 19 maggio 2019  |
| 4  | Legend of the Dark Knight: Ruin                      | Rovine                    | 24 gennaio 2019  | 26 maggio 2019  |
| 5  | Legend of the Dark Knight: Pena Dura                 | Pena dura                 | 31 gennaio 2019  | 2 giugno 2019   |
| 6  | Legend of the Dark Knight: 13 Stitches               | 13 punti di sutura        | 14 febbraio 2019 | 9 giugno 2019   |
| 7  | Legend of the Dark Knight: Ace Chemicals             | Ace Chemicals             | 21 febbraio 2019 | 16 giugno 2019  |
| 8  | Legend of the Dark Knight: Nothing's Schocking       | Niente di scioccante      | 28 febbraio 2019 | 23 giugno 2019  |
| 9  | Legend of the Dark Knight: The Trial of James Gordon | Il processo di Jim Gordon | 7 marzo 2019     | 30 giugno 2019  |
| 10 | Legend of the Dark Knight: I Am Bane                 | Io sono Bane!             | 21 marzo 2019    | 7 luglio 2019   |
| 11 | Legend of the Dark Knight: They Did What?            | Che cosa hanno fatto?     | 18 aprile 2019   | 14 luglio 2019  |
| 12 | Legend of the Dark Knight: The Beginning...          | L'inizio                  | 25 aprile 2019   | 21 luglio 2019  |

## Anno zero
- Titolo originale: Legend of the Dark Knight: Year Zero
- Diretto da: Danny Cannon
- Scritto da: John Stephens

### Trama
L'episodio si apre 391 giorni dopo che Gotham è stata dichiarata off limits dal governo: Jim Gordon, Oswald Cobblepot, Harvey Bullock e Edward Nygma si preparano in separate sedi, per poi incontrarsi nello stesso posto. Armati si dirigono su una barriera dove sono già raccolti numerosi poliziotti GCPD e, dopo la proclamazione di Gordon "Per Gotham", iniziano tutti una sparatoria contro un altro esercito sotto la barriera.
Si retrocede quindi di diverso tempo, 87 giorni dopo che Gotham è diventata Terra di Nessuno. Gordon parla con la terraferma via radio, chiedendo che venga mandato aiuto e spiegando brevemente la situazione tragica della città: dopo l'abbandono di Gotham da parte del governo, numerosi criminali quali Oswald, Barbara e Tabitha, lo Spaventapasseri, Fries, Firefly e tanti altri si sono spartiti vari territori, con Jeremiah che non si fa vedere in giro da tempo, mentre il GCPD si occupa di accogliere i rifugiati in un distretto di sicurezza. Tuttavia la situazione è sempre più critica: le provviste scarseggiano, così come le munizioni che vanno razionate sempre di più. Barbara e Tabitha (che ospitano nel loro club tutte le donne che possono per proteggerle) sono coloro che detengono maggior quantità di cibo, mentre Oswald di proiettili, nonostante la sua produzione cominci a rivelare dei difetti dovuti alle pessime condizioni dei lavoratori che li fabbricano. Tabitha è ancora furiosa con Cobblepot per quanto successo con Butch e si arrabbia per il fatto che Barbara continui a patteggiare con lui. Nel frattempo, Bruce si dà da fare per aiutare al meglio Gordon a liberare Gotham dal crimine, visto che il governo continua a rifiutarsi di mandare aiuto; il ragazzo, al contempo, è però preoccupato per Selina, rimasta in città con Alfred non essendo riusciti a essere evacuati in tempo. Le condizioni di Selina peggiorano, tanto che deve essere operata nuovamente; la notte in cui si svolge l'operazione, lo Spaventapasseri fa irruzione nel posto sicuro e ruba con i suoi sgherri cibo e medicine, costringendo Bruce a far portare illegalmente dalla Wayne Enterprises dei rifornimenti in città. L'elicottero che trasporta il carico, però, viene fatto precipitare da alcuni criminali. Cobblepot si dirige sul posto per rubare le scorte e si incontra con Gordon e il GCPD. In quella arriva anche Tabitha che cerca di uccidere Oswald, ma fallisce a causa di un proiettile difettoso; Cobblepot, così, riesce a pugnalarla e ucciderla. Barbara, arrivata sul posto, rimane sconvolta e da' inizio a un'altra sparatoria, venendo però sopraffatta da Pinguino. Quest'ultimo le offre di lasciarsi alle spalle Tabitha e Butch per non avere altri problemi, ma la donna rifiuta affermando furiosa che l'avrebbe ucciso. Gordon propone allora a Cobblepot di lasciare andare Barbara e tenersi in cambio metà dei rifornimenti, ma Oswald non accetta, volendo sia uccidere Barbara sia tenersi tutte le scorte. A questo punto Gordon, appena rifornito di munizioni da Bruce che li ha rubati da un camion di Cobblepot, gli spara a una gamba e prende le provviste con il GCPD, mentre Barbara e Oswald fuggono. Barbara dà un ultimo addio a Tabitha davanti al suo corpo e giura di vendicarsi su Pinguino uccidendolo; allo stesso tempo Oswald, mentre gli viene estratto il proiettile, intima a Penn di mettere una taglia su Gordon, volendo la sua testa. Intanto Edward soffre di vuoti di memoria che lo colpiscono mentre dorme, portandolo a svegliarsi in posti diversi senza sapere cosa sia successo; Nygma è convinto che ci sia dietro la sua personalità di "Edward" che vuole sopraffare quella dell'Enigmista, ma non capisce cos'abbia in mente. L'operazione di Selina ha successo, sebbene la ragazza resti comunque paralizzata. Ormai profondamente depressa da tempo per le sue condizioni, Selina prova a suicidarsi ma viene fermata e sedata in tempo. Bruce decide così di ascoltare i consigli di una strana infermiera che sostiene che solo una certa "Strega" possa aiutare la ragazza. Ecco, la scagnozza più fidata di Jeremiah, si intrufola nel GCPD per guardare la mappa dei territori di Gotham, disegnandoci sopra una faccia sorridente; Gordon viene poi chiamato via radio da una persona che afferma ci sia qualcuno sulla terraferma disposto ad aiutarli. Al posto sicuro si presenta un bambino in brutte condizioni che chiede aiuto per i suoi fratelli e sorelle in pericolo; Gordon e Bullock, con una scorta del GCPD, partono così in loro soccorso.
- Guest star: David W. Thompson (Jonathan Crane/Spaventapasseri), Kelcy Griffin (Vanessa Harper), Hunter Jones (Will Thomas), Jaime Murray (voce di Theresa Walker), Francesca Root-Dodson (Ecco), Andrew Sellon (Arthur Penn).
- Ascolti USA: 2,54 milioni

## Trasgressori
- Titolo originale: Legend of the Dark Knight: Trespassers
- Diretto da: Louis Shaw Milito
- Scritto da: Danny Cannon

### Trama
Il bambino giunto al GCPD, Will Thomas, racconta che numerosi bambini rimasti orfani, tra cui appunto lui, sono stati sequestrati da un gruppo di criminali capitanati da un certo "Sykes" che li sfruttano con il folle intento di scavare un tunnel che li colleghi alla terraferma per poter iniziare un giro di affari. Gordon intende dirigersi sul posto per liberare i ragazzini, sebbene Bullock sia riluttante in quanto consapevole che hanno pochi proiettili e che tutti i criminali della città vogliono uccidere il capitano per la taglia messa da Oswald. Gordon chiede aiuto a Barbara per poter passare sul suo territorio e la donna glielo permette, sebbene sia ancora furiosa con lui per quanto successo con Cobblepot. Intanto, Bruce si dirige a un parco abbandonato in cerca della strega e trova numerosi cadaveri avvolti da piante che sembrano dotate di vita propria; si imbatte poi in alcuni uomini che affermano di tenere prigioniera la strega e di volerla uccidere, in quanto lei ha eliminato i loro compagni aizzando loro contro le piante del posto. Bruce chiede ugualmente di poter parlare con la donna, che si rivela essere Ivy Pepper. Gordon, Bullock e il GCPD arrivano dove i bambini sono imprigionati e riescono a liberarli, ma poi i due poliziotti restano indietro con tre ragazzini e sono costretti a rifugiarsi in una casa per sfuggire ai criminali. Edward, nel frattempo, sembra aver trovato un modo per non girare mentre dorme, ovvero legarsi al letto, ma poi scopre che non ha funzionato poiché quella che sembra una sua nuova personalità ha preso il controllo del suo corpo mentre dormiva e gli ha fatto rapire un membro della banda Street Demonz al fine di ottenere un'informazione. Ivy convince Bruce che non è colpa sua se quegli uomini sono morti, perché non riesce a controllare le piante circostanti; Bruce le crede e propone di aiutarsi a vicenda, ma poi la donna uccide brutalmente il gruppo che voleva ucciderla e si accinge anche a uccidere Bruce. Il ragazzo prova a parlarle della situazione di Selina ma Ivy si dimostra compiaciuta al fatto che stia soffrendo, poiché si ricorda di quanto è successo con l'Acqua di Lazzaro. Bruce allora afferma che è davvero una strega perché ha ridotto in maniera orribile quel parco altrimenti bellissimo, così Ivy accetta di dargli un seme che, se ingerito, ripara i tessuti lacerati, pur avvertendo il ragazzo che avrebbe fatto uscire anche i demoni interiori della persona che l'avrebbe assunto. Gordon e Bullock girano per l'abitazione in cui si sono riparati per assicurarsi non ci siano pericoli, ma si imbattono in un'agghiacciante donna indossante una maschera che si fa chiamare "Madre" la quale si occupa in maniera ossessiva di un bambino da lei trovato, arrivando a uccidere chiunque cerchi di avvicinarsi al posto. I due poliziotti fuggono quindi dall'edificio con i tre ragazzini, ma in quella arriva la banda di Sykes e un altro gruppo di criminali che intendono contendersi la testa di Gordon per la taglia di Cobblepot; la situazione è critica, ma in quella compare Barbara che uccide tutti i criminali. Dopodiché, la donna dice a Gordon che intende dargli aiuto per quello che sarebbe il loro obbiettivo in comune, ovvero uccidere Oswald, sebbene Gordon non sembri concordare. Edward riesce a scoprire dal criminale in ostaggio cosa volesse: scoprire la sede degli Street Demonz per parlare con il loro capo. Nygma si fa quindi condurre sul posto, ma lì trovano il cadavere del capo e un messaggio scritto sul muro che dice che "Pinguino è stato qui". Nonostante Edward non creda sia davvero opera di Oswald, il criminale afferma che questo avrebbe dato inizio a una guerra. Gordon e Bullock portano i tre ragazzini all'Haven, una zona verde ristretta dove molte famiglie sono state trasferite, al sicuro e con acqua corrente, Barbara se ne va, affermando però a Gordon che non hanno ancora finito. Bruce porta a Selina il seme e la ragazza lo mangia, venendo colta da violentissime convulsioni e elevazione della temperatura corporea. Tuttavia, poche ore dopo, si stabilizza e riacquista l'uso delle gambe. Mentre i due ragazzi si abbracciano, Bruce non si accorge così che gli occhi di Selina cambiano improvvisamente fino a somigliare a quelli di un gatto.
- Guest star: Peyton List (Ivy Pepper/strega), Alex Morf (Sykes), Will Meyers (Gabriel), Hunter Jones (Will Thomas), Susannah Rogers (Mother)
- Ascolti USA: 2,38 milioni

## Pinguino, il nostro eroe!
- Titolo originale: Legend of the Dark Knight: Penguin, Our Hero
- Diretto da: Rob Bailey
- Scritto da: Tze Chun

### Trama
L'Haven attira sempre più sfollati provenienti da ogni parte di Gotham, ma Gordon sceglie di accoglierli tutti nonostante siano sempre più a corto di cibo e munizioni e sapendo che le bande i cui prigionieri si sono nascosti lì sarebbero potuti venire a riprenderseli. Nel frattempo, Oswald si accorge che anche gran parte del suo staff sta migrando verso il posto sicuro; subisce un attacco di alcune bande che pensano abbia ucciso alcuni loro membri, ma lui li sconfigge facilmente. Selina è afflitta da incubi nei quali ricorda quando Jeremiah le ha sparato, così torna in piedi e informa Bruce che vuole andare a cercarlo per vendicarsi. Il ragazzo è preoccupato per lei ma accetta di andare di seguirla, a patto però che ricatturino il criminale secondo la legge, portandolo poi all'Haven per essere giudicato per i suoi crimini. Oswald si accorge che, dopo una sua sfuriata, praticamente tutto il suo staff lo hanno abbandonato, compreso il fedele signor Penn (che aveva minacciato di morte l'ultima volta) e che si sono portati dietro anche il suo cane Edward. Furioso, Cobblepot contratta con i membri delle bande che lo hanno attaccato e che teneva prigionieri affinché lo assistano nel suo piano di andare al posto sicuro e riprendersi i suoi uomini. Interrogando un rifugiato, Selina e Bruce si dirigono alla Zona Oscura di Gotham, dominata ora dai folli, per andare là a cercare Jeremiah. Lungo la strada si imbattono nel leader dei Mutanti e nella sua gang, i quali li attaccano. Durante lo scontro, Bruce riesce a stendere gli scagnozzi, mentre Selina mostra per la prima volta un'insolita ferocia, riuscendo a stendere il gigantesco capo e ferendolo selvaggiamente al volto con degli artigli di metallo impiantati sui guanti anche dopo che lui gli ha dato l'ubicazione di Jeremiah. Mentre Bullock va da Barbara per chiederle aiuto per contrastare l'imminente attacco di Pinguino, Cobblepot e le bande vanno all'Haven e ingaggiano una sparatoria con il GCPD. Questi ultimi finiscono i proiettili, così Gordon è costretto ad arrendersi per evitare che la cosa finisca in una carneficina. Mentre i criminali prendono il posto sicuro, Oswald afferma di volersi vendicare di Gordon facendogli vedere come il posto costruito venga distrutto per poi sparargli e abbandonarlo come aveva fatto con lui. Tuttavia in seguito, mentre Oswald salva Penn dalle bande che volevano ucciderlo, questi sparano ugualmente al contabile e imprigionano Cobblepot con Gordon. Bruce è preoccupato per il comportamento di Selina, ma intanto giungono a un luogo dove scoprono che Jeremiah ha indetto una specie di Chiesa in suo onore, guidata da Ecco che raccoglie seguaci. Selina si spaccia per uno di loro e riesce a entrare nel posto con la speranza di incontrare Jeremiah, ma si ritrova costretta a fare una prova di fedeltà giocando alla roulette russa con gli altri candidati. In seguito a ciò, Ecco le rivela di sapere chi è in realtà e mostra anche la sua vena totalmente folle. Selina la combatte e le punta una pistola contro, arrivando quasi a ucciderla, ma arriva Bruce che la distrae; Ecco ha così modo di ferirla e scappare. Furibonda, Selina ammanetta Bruce a una grata e lo informa che ora intende fare a modo suo, per poi andarsene. Grazie all'aiuto del piccolo Will Thomas, Oswald e Gordon ottengono uno strumento per liberarsi. Cobblepot lo prende con l'intenzione di lasciare Gordon lì ad assistere alla rovina dell'Haven, ma il poliziotto lo convince a collaborare. Così Oswald uccide i criminali e si guadagna il rispetto dei rifugiati. Quella sera Oswald fa per andarsene salutato da Gordon, ma arriva Bullock che è riuscito a reclutare Barbara. Quest'ultima intende uccidere all'istante Cobblepot, ma Gordon si oppone. Durante la discussione, però, l'edificio dell'Haven alle loro spalle esplode all'improvviso, presumibilmente uccidendo tutti coloro che si trovavano al suo interno.
- Guest star: Francesca Root-Dodson (Ecco), Sid O'Connel (leader dei Mutanti), Andrew Sellon (Mr. Penn), Hunter Jones (Will Thomas), J. W. Cortes (Alvarez).
- Ascolti USA: 2,36 milioni

## Rovine
- Titolo originale: Legend of the Dark Knight: Ruin
- Diretto da: Nathan Hope
- Scritto da: James Stoteraux e Chad Fiveash

### Trama
Dopo la distruzione dell'Haven, Gordon investiga per trovare il colpevole, mentre la gente di Gotham mostra segni di furia incontrollabile per quanto successo. Gordon sospetta prima di Oswald poi di Barbara, nonostante entrambi neghino con fermezza di centrare qualcosa, non potendo mai fare una cosa simile; Cobblepot decide di collaborare con la polizia al fine di trovare il responsabile dell'esplosione. Seguendo una pista trovata da Barbara, viene quindi catturato Victor Zsasz, nonostante lui affermi di non c'entrare nulla. Nel frattempo Edward ha un altro blackout e si sveglia con una scritta semicancellata sulla mano. Cercando di riconoscerla, giunge alla conclusione sia un indizio relativo a un detenuto del Blackgate ma, mentre cerca di recuperare i suoi fascicoli al GCPD, viene sorpreso da Lucius; quest'ultimo accetta di dargli la cartella se prima lo aiuterà a far luce sulla distruzione dell'Haven. Bruce è ancora ammanettato a causa di Selina ed è quasi ucciso da tre uomini che lo hanno trovato, ma viene salvato da Alfred che lo ha rintracciato. Poi i due partono per cercare Selina prima che uccida Jeremiah. Edward e Lucius indagano e giungono alla conclusione che Zsasz sia innocente: infatti il criminale è stato avvistato vicino all'edificio poco prima dell'esplosione (per rubare del cibo, anche se si pensa per piazzare la bomba), ma la distruzione è stata scatenata da un lanciarazzi scagliato dal tetto di un edificio accanto. Tuttavia, poco dopo, Oswald preleva Zsasz dal GCPD e lo porta nel municipio affinché sia "giudicato" da una corte costituita da lui e i cittadini di Gotham. Gordon e Bullock vanno sul posto e spiegano gli indizi relativi l'innocenza di Zsasz, ma i civili ignorano le evidenti prove e vogliono farlo uccidere comunque. A questo punto, Gordon e Bullock liberano Zsasz e lo portano via con la forza, per poi liberarlo in una zona lontana, seppur riluttanti. Così facendo, però, i cittadini di Gotham si rivoltano contro di loro. Selina trova Jeremiah che sta gestendo un gruppo di fanatici al fine di scavare un tunnel, poi si traveste da Ecco per sorprenderlo e pugnalarlo brutalmente più volte, ma poco prima di finirlo, viene portata via da Bruce e Alfred, lasciando Jeremiah a terra sanguinante. Edward si accorge di una vecchia signora che potrebbe avere visto l'attacco all'Haven dalla sua finestra, così si dirige da lei per chiederle informazioni. Tuttavia, viene a sapere la terribile verità: è stato lui stesso a far esplodere l'edificio e, accorgendosi della testimone, si è scritto l'indirizzo sulla mano per ricordarselo (pertanto non era il numero di un detenuto). Dopodiché è costretto a uccidere la signora per impedire possa dirlo a qualcuno. Gordon, dopo essere stato abbandonato dai rifugiati e alcuni suoi uomini, si trova a bere depresso nel suo ufficio e, quando Barbara si presenta con fare ammiccante per pungolarlo, i due si baciano e passano una notte di passione.
- Guest star: Cameron Monaghan (Jeremiah Valeska), Anthony Carrighan (Victor Zsasz), J. W. Cortes (Alvarez), Francesca Root-Dodson (Ecco) Jamie Murray (voce di Theresa Walker).
- Ascolti USA: 2,35 milioni

## Pena Dura
- Titolo originale: Legend of the Dark Knight: Pena Dura
- Diretto da: Mark Tonderai
- Scritto da: Iturri Sosa

### Trama
Eduardo Dorrance, un soldato che anni fa lavorava con Gordon nell'esercito, giunge a Gotham con una squadra di soldati d'élite chiamata "Delta Force" per ordine dell'agente del governo Theresa Walker, in modo da eliminare tutte le minacce. Gordon, Bullock e Dorrance scoprono che è stato Edward a far esplodere l'Haven, quindi vanno a cercarlo, mentre Nygma non si capacita di come abbia potuto fare una cosa del genere a persone innocenti e bambini. Edward viene trovato da Gordon e Dorrance che intendono arrestarlo, ma lui riesce a fuggire intrappolando Dorrance su un piedistallo esplosivo, affermando poi di voler capire cosa gli sia successo. Jim riesce a salvare la vita all'amico e dopo la fuga Ed, inizia una caccia all'uomo contro di lui in quanto tutti i cittadini vogliono ucciderlo per vendicare l'assalto all'Haven. Anche Oswald viene a sapere la notizia, dimostrandosi incredulo e triste. Edward viene catturato da una donna pazza e i suoi due figli che lo sottopongono all'elettroshock per la morte del loro cagnolino nell'esplosione dell'Haven; durante la tortura Nygma ha un flashback di Oswald che promette di "sistemarlo". Riesce quindi a liberarsi e va da lui. Intanto Bruce è ancora sconvolto per come Selina si sia comportata con Jeremiah, parlandone con Alfred che però afferma che loro due sono molto diversi. Bruce trova Selina al The Sirens dove è acclamata per aver ucciso Valeska e prova a dirle che lei non è davvero così, ma lei lo allontana malamente affermando che non la conosce e dicendogli che, la notte in cui i suoi genitori sono stati uccisi, non ha fatto nulla perché semplicemente non voleva rischiare la pelle per qualcuno di cui non le importava. Edward va da Oswald e lo affronta, ma Cobblepot giura di non avergli fatto nulla e che ha solo pagato Strange per salvargli la vita la notte in cui esplosero i ponti. I due, quindi, promettono a vicenda che, se un giorno avrebbero mai dovuto uccidersi l'un l'altro, lo avrebbero fatto "da amici" guardandosi negli occhi e non colpendosi alle spalle. Intuiscono quindi che dietro allo strano comportamento di Edward ci sia Strange, ma in quel momento arrivano nell'edificio Bullock, Dorrance e la task force che intendono catturare Nygma. Edward fugge mentre Oswald, a causa di un'esitazione, viene preso e portato al GCPD. Dice quindi a Gordon dove sia Edward, in cambio viene lasciato andare. Intanto Nygma, tramite Barbara, riesce a raggiungere Strange, il quale ammette di avergli impiantato un chip nel cervello per essere controllato a distanza da qualcuno. Poi lo stende con un gas e gli sistema il chip, ma arrivano Gordon e Dorrance che capiscono l'innocenza di Edward. Strange spiega che qualcuno lo ha pagato per fare ciò e quella persona si rivela essere Theresa Walker, la donna per cui lavora Dorrance. Quest'ultimo prova a far mantenere Gordon dalla sua parte ma lui rifiuta, poiché ha capito che sono stati loro a far esplodere l'Haven. Gordon allora, poco prima di essere ucciso, riesce a scappare, costringendo Dorrance ad attivare il chip di Edward, con il quale gli intima di cercare e uccidere Gordon. Nel frattempo, da un'altra parte di Gotham, Jeremiah si risveglia: infatti è sopravvissuto alle ferite di Selina e ha solo finto per apparire morto. Dopodiché, assieme a Ecco, inizia a preparare la sua prossima mossa.
- Guest star: Cameron Monaghan (Jeremiah Valeska), Francesca Root-Dodson (Ecco), BD Wong (Hugo Strange), Shane West (Eduardo Dorrance).
- Ascolti USA: 2,34 milioni

## 13 punti di sutura
- Titolo originale: Legend of the Dark Knight: 13 Stitches
- Diretto da: Ben McKenzie
- Scritto da: Seth Boston

### Trama
Gordon riesce a scappare da Edward e a farlo tornare in sé con una scarica elettrica. I due vanno quindi da Barbara per chiedere aiuto ma vengono rintracciati da Dorrance, fuggendo quindi nuovamente. Intanto, al GCPD, la task force di Eduardo si impossessa dell'edificio con la dichiarazione di uccidere tutti i criminali di Gotham, imprigionando Bullock e gli altri poliziotti. Bruce e Alfred si liberano dalla custodia di due militari e raggiungono Gordon e gli altri. Lucius rimuove il microchip dalla testa di Edward, che contiene diversi file e registrazioni che possono incriminare la Walker, come l'ordine a Nygma di far saltare in aria l'Haven. Infatti Walker ordina a Dorrance via radio di recuperare subito sia Edward sia Gordon per impedire di trasmettere alla terraferma le loro informazioni; l'uomo quindi contatta Gordon rivelandogli di avere Leslie, scomparsa da quando sono esplosi i ponti, e chiede di incontrarsi per fare uno scambio con la donna e Nygma. Gordon finge di accettare, poi idea un piano con gli altri. Intanto Oswald scopre che una strana donna di nome Magpie lo sta derubando di diamanti e altro oro; per rintracciarla, il giovane va quindi da Selina, che è braccata da tutti i criminali della città che intendono uccidere l'assassina di Jeremiah Valeska per farsi un nome. Nonostante inizialmente rifiuti per l'omicidio di Tabitha, la ragazza alla fine accetta. I due trovano il nascondiglio di Magpie, ma quest'ultima li intrappola al suo interno. Gordon si dirige alle rovine dell'Haven per trattare con Eduardo; intanto Bruce, Edward, Alfred, Barbara e Lucius vanno al GCPD e, mentre Nygma crea un diversivo, Bruce installa un trasmettitore sull'antenna dell'edificio che invii i file incriminanti contro la Walker sulla terraferma. Dorrance e Gordon hanno uno scontro fisico e Eduardo rivela che il governo, colpito dalla creazione dell'Haven, stava per mandare veramente aiuti a Gotham, quindi la Walker ha fatto saltare in aria l'edificio uccidendo tutti quegli innocenti per far credere che non ci fosse più speranza per la città e poter proseguire con il suo piano. Gordon, dopo tale rivelazione, riesce a impalare il criminale contro una sbarra d'acciaio, mentre Leslie si salva dai soldati di Eduardo e Edward e gli altri liberano il GCPD. Mentre sono ancora rinchiusi nel covo, Selina intuisce che Oswald intende lasciare Gotham con le ricchezze che sta accumulando e Cobblepot ammette che ormai, per lui, non è rimasto più nulla a Gotham. Selina decide quindi di unirsi a lui, dal momento che non vuole più essere conosciuta solo come l'assassina di Jeremiah ma vuole solo essere sé stessa e Oswald, dopo l'iniziale rifiuto, accetta. I due escono quindi dal posto e vanno nel nascondiglio di Oswald, dove Magpie è stata ferita gravemente da una trappola mentre tentava di rubare qualcos'altro per poi essere uccisa. Dorrance viene trovato da Theresa Walker, giunta a Gotham dopo l'arrivo dei file incriminanti sulla terraferma, e promette a Dorrance che Strange lo avrebbe ristabilito, dandogli nel frattempo una maschera di sostentamento. Poi attiva un chip presente anche nella testa di Lee, che tenta subito di uccidere Gordon il quale riesce però a disattivarle il chip con una scarica. Alfred viene rapito da Jeremiah che lo porta a Villa Wayne dove afferma di avere grandi progetti per Bruce; mentre Gordon e Bullock si prendono cura di Lee, arriva Barbara che informa Gordon di essere incinta.
- Guest star: Shane West (Eduardo Dorrance), Jaime Murray (Theresa Walker), Cameron Monaghan (Jeremiah Valeska), Sarah Schenkkan (Magpie), J. W. Cortes (Alvarez)
- Ascolti USA: 2,28 milioni

## Ace Chemicals
- Titolo originale: Legend of the Dark Knight: Ace Chemicals
- Diretto da: John Stephens
- Scritto da: Tze Chun

### Trama
Il governo accetta di riunificare Gotham con la terraferma, a patto che non ci siano inconvenienti; intanto Alfred è scomparso da cinque giorni e Bruce, ignorando l'avviso di Gordon, va a cercarlo e si imbatte in una coppia identica ai suoi genitori. Seguendola, il ragazzo si ritrova in un tunnel sotterraneo che lo porta a Villa Wayne dove, oltre la coppia, trova Jeremiah: quest'ultimo, infatti, ha ipnotizzato, con l'aiuto di Jervis Tetch, Alfred, un uomo e una donna a cui ha fatto modificare chirurgicamente i tratti per renderli identici ai suoi genitori. Il criminale vuole ancora stringere un legame con Bruce e, se non può con l'amicizia come desiderava, lo avrebbe fatto con l'odio, facendogli rivivere il ricordo più importante della sua vita, ovvero l'uccisione dei suoi genitori, ma facendone parte come assassino. Nel frattempo, Barbara intende farsi visitare da Leslie per il bambino che dovrà nascere, ma ha una discussione con Gordon; la donna intende tenere il neonato senza che l'ex faccia parte della sua vita, ma il poliziotto dubita che possa essere una brava madre. Oswald e Selina, intanto, cercano un modo per lasciare Gotham, ma il governo ha piazzato delle mine nel fiume. La ragazza, quindi, ricorda il tunnel sotterraneo per la terraferma che Jeremiah stava facendo scavare prima che lo uccidesse. In realtà, però, Selina vuole vendicare la morte di Tabitha e propone a Barbara di uccidere Cobblepot e lasciare Gotham loro due, con le ricchezze rubate a Oswald. Jeremiah fa esplodere Villa Wayne una volta terminato il suo scopo, ma sia Bruce sia Alfred riescono a fuggire in tempo. Mentre il ragazzo segue il criminale per fermarlo dal compiere il suo piano, Alfred resta indietro e, all'uscita del tunnel, incontra Oswald e Selina. Il maggiordomo informa i due che Jeremiah è vivo e che il tunnel è ormai bloccato e Selina, colta da un raptus di rabbia, si prepara a uccidere Oswald seduta stante, ma Alfred la dissuade convincendola ad andare ad aiutare Bruce. Quest'ultimo, nel frattempo, va nel vicolo dove sono morti i suoi genitori e scopre che il criminale ha già ucciso la coppia con le fattezze dei Wayne: intende infatti replicare la scena dell'assassinio con Leslie e Gordon, catturati poco prima da Tetch ed Ecco, i quali sono delle figure quasi genitoriali per il ragazzo. Inoltre, rivela di aver preparato dei fuochi d'artificio tossici con cui contaminare la città per impedire il ricongiungimento con la terraferma. In quella giunge però Selina che, aiutando Bruce, salva Leslie e Gordon; subito dopo, Bruce segue Jeremiah nella fabbrica di prodotto tossici "Ace Chemicals" e hanno uno scontro che si conclude con la caduta del criminale in una vasca di prodotti chimici. Gordon invece, riesce a impedire il disastro maggiore con i fuochi artificiali tossici gettandoli nel fiume, contaminando però tutte le acque. In seguito a tale accaduto, il governo decide di annullare il patto di ricongiungimento finché Gotham non sarà relativamente sicura. Jeremiah riesce incredibilmente a sopravvivere, ma è gravemente sfigurato e con il cervello cerebralmente morto. Selina si scusa con Bruce, affermando che avrebbe dovuto fare qualcosa nella notte di cinque anni prima quando i suoi genitori sono stati uccisi. Oswald va da Edward e lo convince a lasciare assieme la città. Nygma progetta di costruire un sottomarino che possa far evitare loro le mine installate dal governo; tornati al municipio, i due si imbattono in Barbara che vuole uccidere Oswald ma, pur avendone l'occasione, sceglie di non farlo e accetta l'offerta di Cobblepot di lasciare Gotham con loro due per il bene del suo bambino, pur affermando che non l'avrebbe mai perdonato per l'omicidio di Tabitha.
- Guest star: Cameron Monaghan (Jeremiah Valeska), Benedict Samuel (Jervis Tetch), Brette Taylor (impostore di Martha Wayne), Grayson McCouch (impostore di Thomas Wayne), Kelcy Griffin (Vanessa Harper), Francesca Root-Dodson (Ecco)
- Ascolti USA: 2,13 milioni

## Niente di scioccante
- Titolo originale: Legend of the Dark Knight: Nothing's Schocking
- Diretto da: Kenneth Fink
- Scritto da: Seth Boston

### Trama
Al The Sirens vengono brutalmente assassinati due uomini. Barbara li riconosce come ex poliziotti e sceglie quindi di chiamare Gordon e Bullock; inoltre un testimone afferma che l'assassino doveva essere amico dei due, poiché si erano messi a parlare. L'omicida viene indicato come Dix, vecchio partner di Bullock, ma il poliziotto non crede possa essere lui perché è bloccato sulla sedia a rotelle da quindici anni, laddove l'uomo al The Sirens camminava. Gordon e Bullock vanno comunque a parlare con Dix e sorprendono quello che sembra un suo sosia, strappandogli anche una sorta di maschera fatta di pelle umana. Il colpevole, però, fugge prima che possano vederlo in faccia. Nel frattempo Edward sta lavorando per il sommergibile che porti lui e Oswald fuori da Gotham ma è irritato perché il compagno non aiuta. Ricevono poi una visita da Mr. Penn che spiega loro di essere sopravvissuto dal tentativo di omicidio e, nascondendosi in un negozio di magia abbandonato, ha incanalato la sua scissione di personalità nel pupazzo "Scarface", il quale rappresenta la sua controparte più vendicativa e violenta. Scarface intende prendere il tesoro di Cobblepot per essere il capo e farlo fuori, così Edward gli rivela del sottomarino per guadagnare tempo. Intanto Bruce e Alfred ricevono una richiesta d'aiuto da una donna il cui marito è stato catturato in uno dei tunnel sotterranei da una mostruosa creatura. I due vanno e scoprono che si tratta di un uomo mutato dopo essere entrato a contatto con le sostanze chimiche rilasciate da Jeremiah nel fiume. Dopo aver salvato il marito della donna, Bruce riesce a convincere Alfred che non è stata colpa sua la distruzione di Villa Wayne. Gordon scopre che la colpevole degli omicidi è Jane Cartwight, una ragazza correlata a uno dei primi casi di Bullock al GCPD che subì gli esperimenti di Indian Hill e divenne quindi in grado di assumere la fisionomia e i ricordi di chiunque tocchi. Assumendo prima l'aspetto di Bullock e poi di Barbara, Jane riesce rispettivamente a uccidere Dix e scappare dal GCPD (dove era stata portata in seguito alla cattura); Bullock la insegue ma la cosa culmina in uno scontro che porta alla morte di Jane. Scarface decide di tenere vivo Edward per costruire il sommergibile ma uccidere Oswald, rinfacciandogli di aver sempre sfruttato Penn senza mai un minimo di rispetto. Oswald finisce per ammettere lui stesso la cosa, ma poi Edward crea un diversivo che permette a Cobblepot di combattere Penn, scegliendo però di sparare a Scarface per liberarlo dalla scissione di personalità. Subito dopo Penn viene però ucciso da Edward che spiega a Oswald di accettarlo così com'è e viceversa, ragione per cui la loro amicizia funziona così bene. Bullock racconta a Gordon che la madre di Jane uccise il marito violento nei confronti suoi e della figlia, poi confessò tutto alla polizia ma ritirò in seguito le affermazioni. Non essendoci prove per condannarla, Bullock fece pressioni sulla piccola Jane, allora bambina, per spingerla a testimoniare contro la madre e praticamente portandola ai disturbi mentali che la resero un'assassina e Gordon rifiuta di perdonarlo.
- Guest star: Andrew Sellon (Arthur Penn/ Voce di Scarface), Dan Hedaya (Dix), Sarah Pidgeon (Jane Cartwight/Jane Doe), Kelcy Griffin (Vanessa Harper)
- Ascolti USA: 2,22 milioni

## Il processo di Jim Gordon
- Titolo originale: Legend of the Dark Knight: The Trial of James Gordon
- Diretto da: Erin Richards
- Scritto da: Ben McKenzie

### Trama
Gordon indice una riunione con le bande criminali di Gotham al municipio, nella speranza di convincerle a una tregua per accelerare i processi di riunificazione da parte del governo prima che finisca l'acqua potabile. Tuttavia, nel mezzo dell'incontro, qualcuno spara al capitano ferendolo e mandandolo in coma. Mentre l'uomo viene operato da Lee, si ritrova in una realtà onirica dove viene messo sotto processo per i crimini che avrebbe commesso nei confronti delle persone che non ha salvato. Intanto Bruce ha un appuntamento con Selina e le comunica che sta pensando di lasciare Gotham dopo la riunificazione, perché memore di tutte le disgrazie giunte in città a causa sua (tra cui Galavan e Ra's al Ghul). Subito dopo, però, li raggiunge Ivy Pepper la quale vuole trasformare Gotham in un luogo dominato dalle piante, senza corruzione e morte dovuto alle persone; per far sì che ciò avvenga, vuole impedire la riunificazione con la terraferma, quindi ipnotizza Bruce e lo manda da Lucius affinché riversino le sostanze tossiche dal quale stavano pulendo il fiume nuovamente in acqua. Selina viene lasciata ad affrontare il leader dei Mutanti, ma la ragazza lo batte facilmente. Bullock indaga su chi abbia sparato a Gordon e scopre che è stato Zsasz sotto controllo di Ivy. La donna si infiltra al GCPD per completare l'uccisione di Gordon e si trova a combattere con Leslie, mentre Zsasz tiene occupato il resto della polizia. Gordon, invece, sembra fallire il processo onirico dopo la testimonianza di Leslie su come le abbia rovinato la vita. Selina riesce a svegliare Bruce e Lucius dall'ipnosi e impedire così che le sostanze tossiche si riversino nel fiume; Gordon viene condotto da Will Thomas verso la sua presunta esecuzione, mentre Lee riesce a sparare Ivy, la quale però, prima di fuggire ferita, rompe la dose di adrenalina necessaria per risvegliare Jim. Gordon sceglie all'ultimo di continuare a vivere per Lee e il suo futuro bambino, così Leslie riesce a rianimarlo. Un mese dopo, al GCPD, Gordon e Lee vengono sposati da Harvey davanti a Bruce, Selina, Alfred, Lucius e il resto della polizia; Barbara afferma a Oswald che intende tenersi il bambino, senza che Gordon possa averlo.
- Guest star: Anthony Carrigan (Victor Zsasz), Peyton List (Ivy Pepper), Hunter Jones (Will Thomas), J. W. Cortes (Alvarez), Kelcy Griffin (Vanessa Harper), Sid O'Connel (Leader dei Mutanti), Julian Gamble (Giudice).
- Ascolti USA: 2,04 milioni

## Io sono Bane!
- Titolo originale: Legend of the Dark Knight: I Am Bane
- Diretto da: Kenneth Fink
- Scritto da: James Stoteraux e Chad Fiveash

### Trama
Eduardo viene curato dalla Walker e Strange, che gli iniettano in corpo una potentissima droga chiamata "Venom", potenziamento del farmaco Viper di anni prima. Nel frattempo viene accettata dal governo la riunificazione con la terraferma, quindi viene mandato l'esercito guidato dal generale Wade per iniziare la procedura. Il sottomarino è pronto, ma Barbara viene colta dalle doglie e va alla clinica da Leslie su convinzione di Oswald e Edward. Questi ultimi progettano di partire senza di lei, ma scoprono che ha rubato un manometro dal veicolo. L'incontro con l'esercito viene bruscamente interrotto da Eduardo, che rapisce Gordon, Bruce e Wade. I primi due sono portati al cospetto della Walker che rivela di essere in realtà Nyssa Al Ghul, figlia del defunto Ra's, che intende vendicarsi di Bruce per la morte del padre. La donna manda Dorrance, ora conosciuto come "Bane", a uccidere Barbara in quanto è stata lei a spingere Bruce a pugnalare mortalmente Ra's; inoltre, quando scopre che sta per partorire, ordina di uccidere anche il bambino. Oswald e Edward raggiungono Barbara e Leslie alla clinica per riavere indietro il manometro, ma poi sono costretti a collaborare con loro rallentando Dorrance, giunto a sua volta sul posto, per riprendersi l'oggetto che poi Nygma rivela di avere rubato già in precedenza. Bruce e Gordon riescono a liberarsi e a liberare Wade, senza che nessuno si accorga che il generale sia controllato (apparentemente) da Strange come lo erano stati Edward e Leslie. Barbara partorisce una bambina con l'assistenza di Leslie e vengono raggiunti da Alfred e Selina mandati lì da Bruce. Mentre le due donne fuggono con la neonata, Alfred e Selina provano a combattere Dorrance ma vengono sconfitti pesantemente, con Bane che arriva a rompere la colonna vertebrale del maggiordomo. Barbara e Leslie vanno al The Sirens ma trovano le donne a guardia massacrate da quella che si rivela Nyssa, la quale stende Lee e si prepara ad affrontare Barbara con la sua bambina.Il generale Wade, sotto controllo, ordina all'improvviso la distruzione di Gotham ai militari e l'arresto di Gordon, Bruce e Bullock. I tre si liberano e scappano, in tempo per assistere impotenti al bombardamento della città.
- Guest star: BD Wong (Hugo Strange), Shane West (Eduardo Dorrance/Bane), Jaime Murray (Theresa Walker/Nyssa Al Ghul), John Bedford Loyd (Generale Wade)
- Ascolti USA: 2,17 milioni

## Che cosa hanno fatto?
- Titolo originale: Legend of the Dark Knight: They Did What?
- Diretto da: Carol Banker
- Scritto da: Tze Chun

### Trama
Dopo il bombardamento della città, i rifugiati si dirigono al GCPD mentre Bane prende il controllo dei militari dopo il loro rifiuto di uccidere civili innocenti. Oswald decide di restare a Gotham per combattere i militari e Edward sceglie di seguirlo. Mentre Selina recupera Leslie al The Sirens, Nyssa intende uccidere Barbara e tenere con sé la bambina per farne la sua erede. Gordon, Bullock, Oswald, Bruce, Edward e il resto della GCPD iniziano una sparatoria contro Bane e i suoi scagnozzi, venendo però costretti alla ritirata dopo che i criminali si aprono un varco nella loro barricata, mentre Oswald resta gravemente ferito a un occhio nel proteggere Edward da una granata. Il gruppo decide quindi di dividersi: Bruce e Selina usano una batteria dei generatori esplosivi di Jeremiah per distruggere la torre della Wayne Enterprises affinché crolli addosso ai militari e li rallenti, mentre Gordon salva Barbara e la bambina da Nyssa, che resta ferita nel combattimento ma riesce ugualmente a fuggire tramite il sottomarino di Oswald e Edward (che Barbara le aveva precedentemente indicato) e dopo aver fatto suicidare il generale Wade. Dopo uno scontro tra Bruce, Selina e Bane, i due ragazzi raggiungono Gordon, Oswald, Edward, Alvarez, Harper, Leslie e Lucius che intendono fermare Dorrance e i militari a costo della vita, finché non arrivano anche Barbara e gli altri rifugiati a sostenerli. I militari, non volendo uccidere tutti quegli innocenti, si schierano a loro volta contro Bane a cui non resta che arrendersi. Infine inizia la ricostruzione di Gotham; Edward decide di prendere possesso della città quando arriverà il momento e Oswald lo appoggia, quindi i due si abbracciano suggellando nuovamente la loro amicizia. Gordon viene eletto commissario del GCPD in una cerimonia assistito da Bullock, Barbara, Oswald, Leslie, Edward e Bruce. Nel frattempo quest'ultimo decide di andarsene da Gotham promettendo di tornare quando arriverà il momento, quindi dà un ultimo addio a Gordon e Alfred prima di partire. Lascia anche una lettera per Selina che, una volta scoperta, corre all'aeroporto solo per assistere all'aereo che se ne va da Gotham.
- Guest star: Shane West (Eduardo Dorrance/Bane), Jaime Murray (Nyssa Al Ghul/Theresa Walker), J. W. Cortes (Alvarez), Kelcy Griffin (Vanessa Harper), David Carranza (Angel Vallelunga), John Bedford Lloyd (Generale Wade), Ann Harada (sindaco).
- Ascolti USA: 2,02 milioni

## L'inizio
- Titolo originale: Legend of the Dark Knight: The Beginning...
- Diretto da: Rob Bailey
- Scritto da: John Stephens

### Trama
Dieci anni dopo, Bruce fa ritorno a Gotham dopo il suo lungo viaggio di formazione attorno al mondo, venendo annunciato. Nel frattempo viene mostrato cos'è successo a coloro rimasti in città: Jim, sempre sposato con Lee, progetta di dimettersi come commissario del GCPD, Barbara è diventata una ricca e potente donna d'affari che si è lasciata il suo passato criminale alle spalle e accudisce la figlia Barbara Lee assieme a Jim e Leslie, con la quale è rimasta in buoni rapporti; Selina è diventata una ladra di gioielli e Oswald e Edward, dopo gli avvenimenti di Terra di Nessuno, sono stati mandati rispettivamente al Blackgate e ad Arkham. In quest'ultimo posto è recluso anche Jeremiah Valeska, gravemente sfigurato e in stato catatonico dall'incidente all'Ace Chemicals. Oswald viene rilasciato dal Blackgate, mentre Edward è liberato da Arkham e riceve un invito a tornare a indossare i panni dell'Enigmista, facendo saltare in aria la torre della Wayne Enterprises e tenendo in ostaggio il sindaco Aubrey James. Bullock si auto accusa dell'omicidio della guardia che ha fatto evadere Nygma da Arkham, sebbene Gordon non gli creda. Il poliziotto è poi portato da Oswald fino al molo, dove vuole ucciderlo per vendicarsi di essere stato rinchiuso in prigione per tutti quegli anni nonostante abbia collaborato con lui per salvare Gotham da Bane. Jim capisce che, al contrario di quel che sembrava, non c'era lui dietro l'evasione di Edward, così scappa e va all'evento della Wayne Enterprises dove Barbara e Selina hanno già fermato Edward. Poi disattivano la bomba presente nell'edificio e capiscono che la vera mente dietro tutti quei piani era Jeremiah; il criminale ha infatti finto di essere in stato catatonico e, dopo aver saputo che il suo piano è fallito, rapisce Barbara Lee e minaccia di uccidere lei e Gordon e gli rivela che vuole lasciare il suo vecchio nome e sostituirlo con un altro che inizia per J, però, vengono salvati da un vigilante mascherato (già incontrato precedentemente da Gordon) che cattura anche Jeremiah. Oswald salva nuovamente Edward dalla polizia e, mentre i due si riconciliano, vengono catturati dallo stesso vigilante misterioso. Dopo essere scappati nuovamente, i due promettono di non lasciare la loro città in mano a quello strano individuo. Bruce si avvicina a Selina che, però, non lo perdona per averla abbandonata, affermando che non voleva essere protetta da lui e rifiutandosi quando lui, prima di andarsene, le chiede di restituire il diamante che ha rubato. Infine, Gordon, Bullock e Alfred si ritrovano su un tetto dove è stato nuovamente piazzato il segnale luminoso utilizzato durante Terra di Nessuno e, assieme, osservano Bruce in cima a un palazzo, ora nell'identità di Batman.
- Guest star: Cameron Monaghan (Jeremiah Valeska/Mr.J), Richard Kind (Aubrey James), Francesca Root-Dodson (Ecco), J. W. Cortes (Alvarez), Kelcy Griffin (Vanessa Harper), Jeté Laurence (Barbara Lee Gordon), Lili Simmons (Selina Kyle adulta/Catwoman).
- Ascolti USA: 2,19 milioni